# Dodge MacKnight

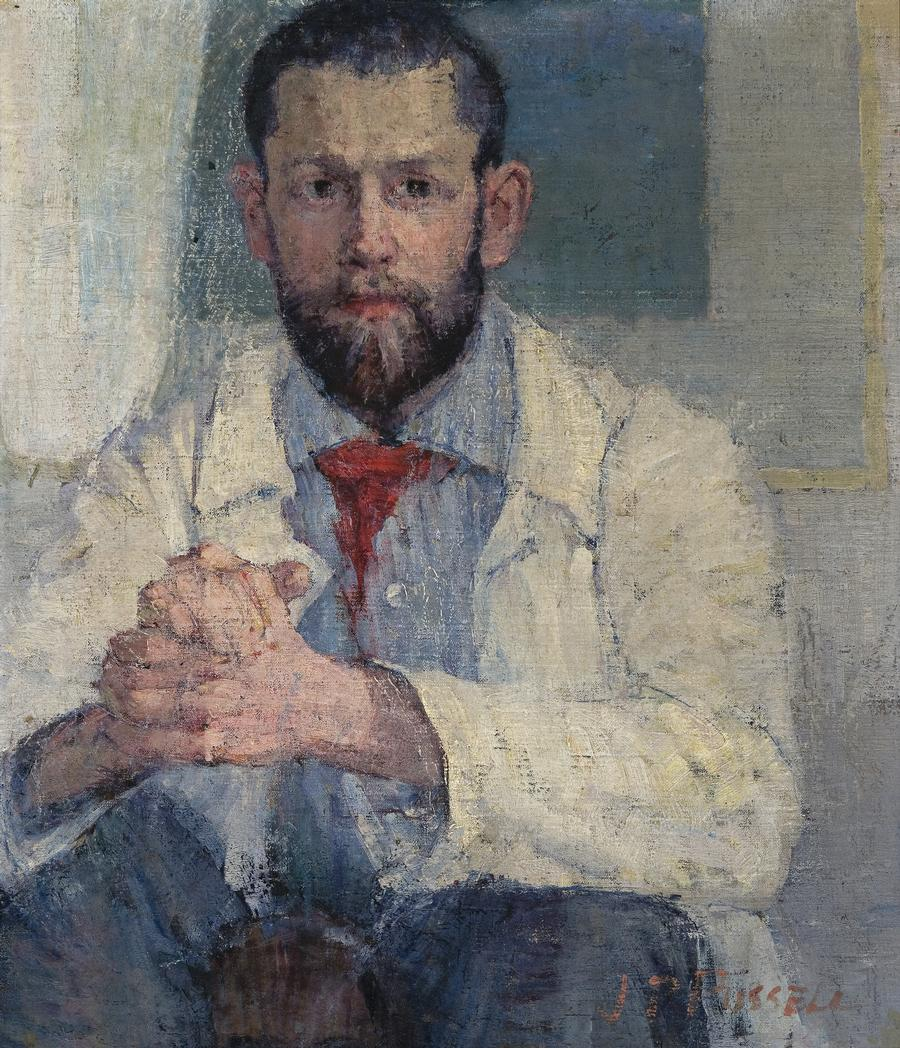
Ritratto di Dodge MacKnight di John Peter Russell

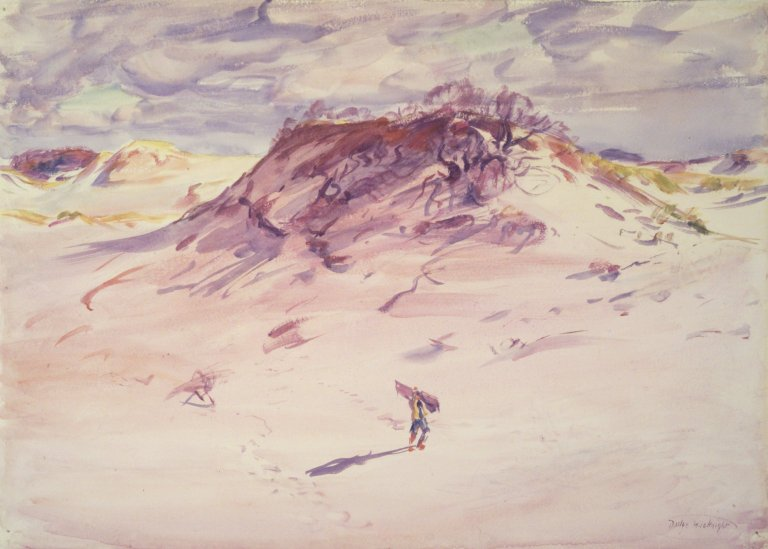
Brooklyn Museum - Dune di sabbia, Cape Cod - Dodge MacKnight

Dodge MacKnight (1860 – 1950) è stato un pittore statunitense.

## Biografia
Le sue opere rientrano nel post-impressionismo, un movimento artistico che ha sostituito l'ottocentesco impressionismo. MacKnight dipinse per la maggior parte della sua carriera ad acquerello. Le sue opere colorate sono state apprezzate dai dilettanti a Boston, che erano abituati all'estetica degki impressionisti. Dipinse soprattutto paesaggi ed è stato considerato come alla pari con John Singer Sargent.
MacKnight visse a Fontvieille all'epoca in cui Vincent van Gogh viveva ad Arles. Nel 1888, si incontrarono presentati da John Peter Russell. MacKnight divenne amico di van Gogh, e lo presentò al pittore belga Eugène Boch. Russell fece i ritratti di van Gogh e di MacKnight.
La più grande collezione di opere di MacKnight si trova nel Museo di belle arti di Boston e nel Fogg Art Museum di Cambridge.